# Copa Mesoamericana 2016
La Copa Mesoamericana 2016 es un torneo internacional, que servirá de preparación a los equipos participantes para el nuevo torneo Apertura 2016. 
La ciudad sede de este torneo es Tapachula en el estadio Olímpico de Tapachula, ubicado en el sur-oriental del estado de Chiapas y es la ciudad más importante de la frontera de México con Guatemala.
La Copa Mesoamericana 2016 reunirá a 4 instituciones del fútbol de la red de países de Mesoamérica, 3 equipos mexicanos y el equipo campeón guatemalteco, los equipos participantes son:
| Equipos                  |
| ------------------------ |
| Cafetaleros de Tapachula |
| CSD Suchitepéquez        |
| Club Puebla              |
| Jaguares de Chiapas      |

La competencia se realizará del 7 al 9 de julio próximo, en el campo del estadio Olímpico de Tapachula, y aparte del cuadro de casa Cafetaleros de Tapachula, contará con la presencia de Chiapas F.C., Puebla y Deportivo Suchitepéquez, este último, actual campeón del máximo circuito de la Liga de Guatemala.
Este torneo nació en el año 2011 bajo el nombre de Copa Mesoamérica. En aquella ocasión participaron Chiapas F.C., CSD Comunicaciones y Xelajú MC de Guatemala, además del Isidro Metapán de El Salvador. El club Jaguares fue campeón de esa edición.
Tuvieron que pasar cuatro años para que la idea de esta copa volviera, pero ahora bajo su actual nombre, Copa Mesoamericana. En dicha edición tuvieron acciones Chiapas F.C., Ocelotes de la Unach, Club Malacateco y Club Malacateco Sub-20 de Guatemala. Sorpresivamente el campeón del año pasado fue el Malacateco.
En cuanto a la tercera edición, se han definido los encuentros. Para el 7 de julio se realizaría los duelos por el pase a la final; Jaguares va contra Puebla a las 19:00 horas, y a las 9:15 de la noche, Cafetaleros estaría enfrentando a Venados de Suchitepéquez.
Los que resulten ganadores de estos encuentros pasarán a la gran final, la cual se jugará el sábado 9 de julio a las 8:15 p. m., mientras que a las 18:00 horas se jugará por el tercer lugar, con los cuadros que hayan perdido el día 7.

## Copa
|  | Semifinales              | Semifinales             |   |             | Final                    | Final                   |  |
|  | 28 de diciembre de 2011  | 28 de diciembre de 2011 |   |             | 30 de diciembre de 2011  | 30 de diciembre de 2011 |  |
|  |                          |                         |   |             |                          |                         |  |
|  |                          |                         |   |             |                          |                         |  |
|  | Jaguares de Chiapas      | 2                       |   |             |                          |                         |  |
|  | Club Puebla              | 0                       |   |             |                          |                         |  |
|  |                          |                         |   |             |                          |                         |  |
|  |                          |                         |   |             |                          |                         |  |
|  |                          |                         |   |             | Cafetaleros de Tapachula | 1                       |  |
|  |                          | Jaguares de Chiapas     | 2 |             |                          |                         |  |
|  |                          |                         |   |             |                          |                         |  |
|  |                          |                         |   |             |                          |                         |  |
|  |                          |                         |   |             | Tercer lugar             |                         |  |
|  |                          |                         |   |             |                          |                         |  |
|  | Cafetaleros de Tapachula | 1                       |   | Club Puebla | 1                        |                         |  |
|  | CSD Suchitepéquez        | 0                       |   |             | CSD Suchitepéquez        | 0                       |  |

## Semifinal

### Jaguares de Chiapas - Club Puebla
| 7 de julio de 2016 | Jaguares de Chiapas                     | 2:0     | Club Puebla | Estadio Olímpico de Tapachula, Tapachula   |                                            |
|                    | Martín Zúñiga 80' · Alonso Escoboza 86' | Reporte |             | Asistencia: 7,500 aficionados espectadores | Asistencia: 7,500 aficionados espectadores |

### Cafetaleros de Tapachula - CSD Suchitepéquez
| 7 de julio de 2016 | Cafetaleros de Tapachula | 1:0     | CSD Suchitepéquez | Estadio Olímpico de Tapachula, Tapachula   |                                            |
|                    | Abraham Carreño 39'      | Reporte |                   | Asistencia: 7,500 aficionados espectadores | Asistencia: 7,500 aficionados espectadores |

## Tercer lugar

### Club Puebla - CSD Suchitepéquez
| 9 de julio de 2016 | Club Puebla         | 1:0     | CSD Suchitepéquez | Estadio Olímpico de Tapachula, Tapachula   |                                            |
|                    | Sergio Ceballos 22' | Reporte |                   | Asistencia: 7,500 aficionados espectadores | Asistencia: 7,500 aficionados espectadores |

## Final

### Cafetaleros de Tapachula - Jaguares de Chiapas
| 9 de julio de 2016 | Cafetaleros de Tapachula | 1:2     | Jaguares de Chiapas                   | Estadio Olímpico de Tapachula, Tapachula   |                                            |
|                    | Abraham Carreño 19'      | Reporte | Martín Zúñiga 26' · Javier Orozco 62' | Asistencia: 7,500 aficionados espectadores | Asistencia: 7,500 aficionados espectadores |

|                                         |
| Campeón Jaguares de Chiapas 2.do título |

## Goleadores
| Jugador         | Equipo                   | Goles |
| --------------- | ------------------------ | ----- |
| Abraham Carreño | Cafetaleros de Tapachula | 2     |
| Martín Zúñiga   | Jaguares de Chiapas      | 2     |
| Alonso Escoboza | Jaguares de Chiapas      | 1     |
| Sergio Ceballos | Club Puebla              | 1     |
| Javier Orozco   | Jaguares de Chiapas      | 1     |